# العلاقات الإيطالية الناميبية
العلاقات الإيطالية الناميبية هي العلاقات الثنائية التي تجمع بين إيطاليا وناميبيا.

## مقارنة بين البلدين
هذه مقارنة عامة ومرجعية للدولتين:
| وجه المقارنة                                              | إيطاليا                                                  | ناميبيا      |
| --------------------------------------------------------- | -------------------------------------------------------- | ------------ |
| المساحة (كم2)                                             | 301.34 ألف                                               | 825.62 ألف   |
| عدد السكان (نسمة)                                         | 60.60 مليون                                              | 2.53 مليون   |
| الكثافة السكانية (ن./كم²)                                 | 201.1                                                    | 3.06         |
| العاصمة                                                   | روما، فلورنسا، تورينو                                    | ويندهوك      |
| اللغة الرسمية                                             | اللغة الإيطالية                                          | لغة إنجليزية |
| العملة                                                    | يورو، ليرة إيطالية                                       | دولار ناميبي |
| الناتج المحلي الإجمالي (بليون دولار)                      | 1.93 تريليون                                             | 13.24 مليار  |
| الناتج المحلي الإجمالي (تعادل القوة الشرائية) بليون دولار | 2.26 تريليون                                             | 25.60 مليار  |
| الناتج المحلي الإجمالي الاسمي للفرد دولار أمريكي          | 29.96 ألف                                                | 4.67 ألف     |
| الناتج المحلي الإجمالي للفرد دولار أمريكي                 | 35.46 ألف                                                | 9.96 ألف     |
| مؤشر التنمية البشرية                                      | 0.873                                                    | 0.628        |
| رمز المكالمات الدولي                                      | +39                                                      | +264         |
| رمز الإنترنت                                              | .it                                                      | .na          |
| المنطقة الزمنية                                           | توقيت وسط أوروبا، ت ع م+01:00، ت ع م+02:00، أوروبا/روما ‏ | ت ع م+02:00  |

## منظمات دولية مشتركة
يشترك البلدان في عضوية مجموعة من المنظمات الدولية، منها:
| علم المنظمة | اسم المنظمة                        | تاريخ انضمام إيطاليا | تاريخ انضمام ناميبيا |
| ----------- | ---------------------------------- | -------------------- | -------------------- |
|             | يونسكو                             | ?                    | 2 نوفمبر 1978        |
|             | مؤسسة التمويل الدولية              | 27 ديسمبر 1956       | 25 سبتمبر 1990       |
|             | منظمة حظر الأسلحة الكيميائية       | ?                    | ?                    |
|             | منظمة التجارة العالمية             | 1995                 | ?                    |
|             | وكالة ضمان الاستثمار متعدد الأطراف | 29 أبريل 1988        | 25 سبتمبر 1990       |
|             | الاتحاد البريدي العالمي            | ?                    | ?                    |
|             | الاتحاد الدولي للاتصالات           | 1866                 | 25 يناير 1984        |
|             | منظمة الشرطة الجنائية الدولية      | ?                    | ?                    |
|             | الأمم المتحدة                      | 14 ديسمبر 1955       | 23 أبريل 1990        |
|             | البنك الدولي للإنشاء والتعمير      | 27 مارس 1947         | 25 سبتمبر 1990       |
|             | البنك الإفريقي للتنمية             | ?                    | ?                    |

## وصلات خارجية
- موقع وزارة الخارجية الإيطالية